# Fachadismo

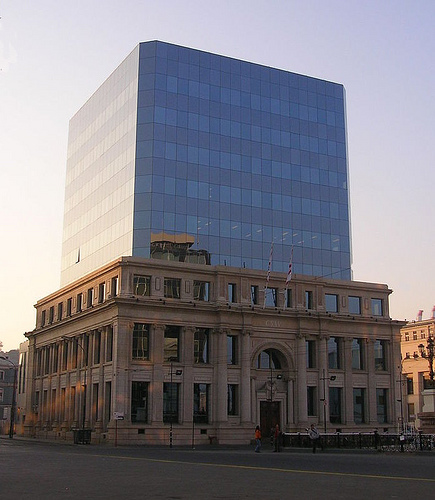
Ejemplo de fachadismo en un edificio de Valparaíso, Chile.

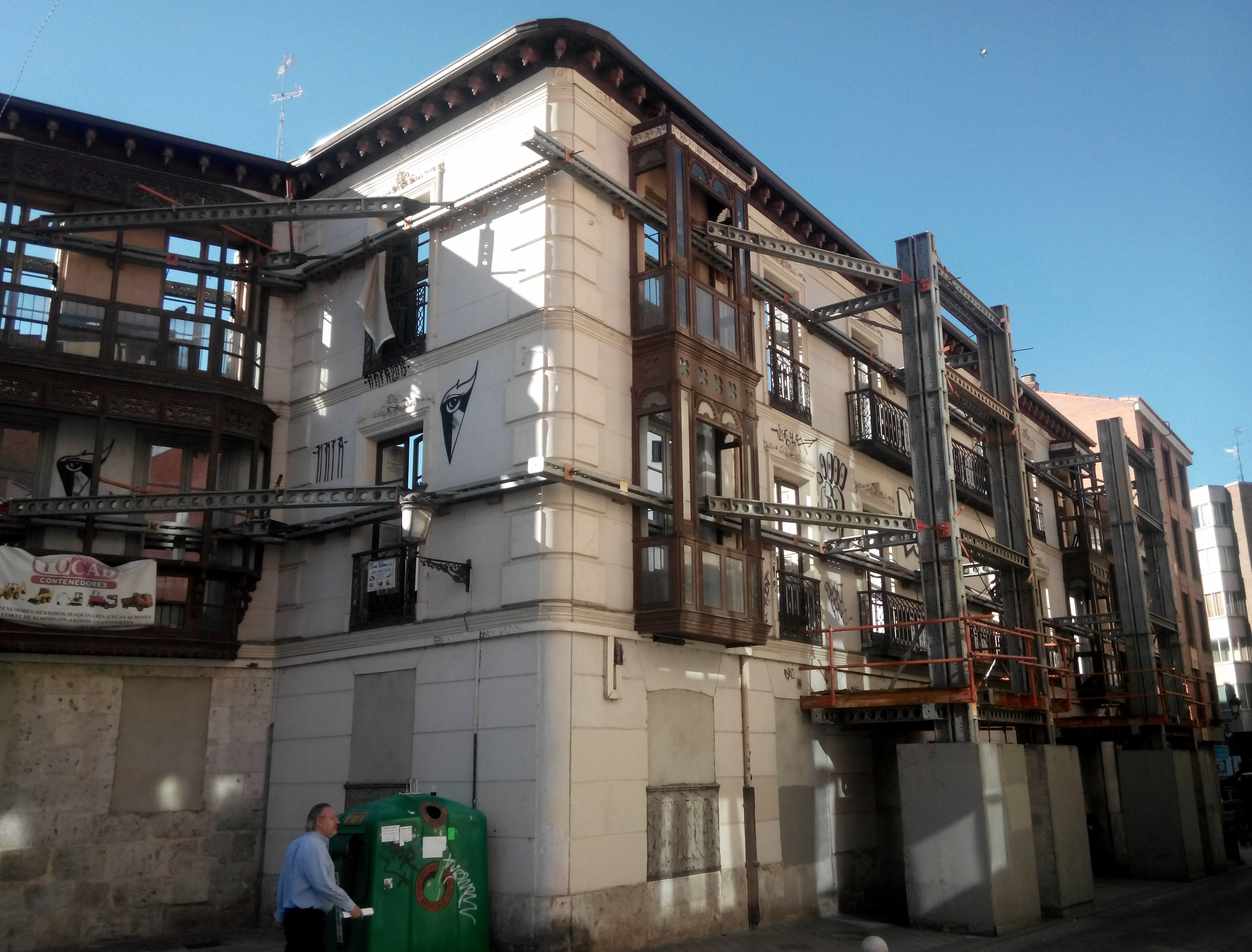
Caso de fachadismo en la calle de San Martín de Valladolid.

En arquitectura y urbanismo se denomina fachadismo a la práctica en la rehabilitación de edificios de los centros históricos consistente en la transformación radical del interior de los inmuebles, así como un cambio en el uso principal de los mismos, manteniendo intacta su fachada.

## Críticas
Se considera que el fachadismo es una práctica negativa al banalizar la función arquitectónica de los edificios históricos, al tratarlos como escenografía de las ciudades con un fin exclusivamente económico: crear entornos beneficiosos para la actividad comercial. Algunos autores señalan que los casos de fachadismo ni siquiera se pueden considerar como acciones de rehabilitación de edificios, pues la rehabilitación no debería contemplar la destrucción de elementos internos a no ser que sea imprescindible, entendiendo al inmueble como un todo a conservar y no solo los elementos externos.
El fachadismo está produciendo efectos negativos, puesto que, a la pérdida del patrimonio edificado, se une con la pérdida de la identidad urbana, transformando la ciudad en un decorado. Esta práctica es sólo una cara de las importantes transformaciones que afectan a la organización de la ciudad actual como fruto de una ideología esteticista cuyos principios son la imagen y rédito económico. 

## Casos de fachadismo
En España son numerosas las acciones de rehabilitación de edificios o zonas históricas que han sido señaladas como casos de fachadismo. Algunos casos son:
- La Operación Canalejas en Madrid que involucra a numerosos inmuebles del entorno de la Plaza de Canalejas y calles aledañas (Calle de Sevilla). Uno de los inmuebles afectados es el Edificio del Banco Hispano Americano. La operación ha recibido las críticas de asociaciones de arquitectos y de la Academia de Bellas Artes.[3]

- El Edificio España en Madrid. En 2014 el Ayuntamiento rebajó su grado de protección lo que en una rehabilitación futura solo obligaría a mantener la fachada delantera y parte de las laterales. Una asociación criticó la acción del consistorio al considerar que daba vía libre al fachadismo en el edificio, minusvalorando el valor de su interior.[4]

- Edificios del centro histórico de Málaga.[1]  Como el Edificio "Félix Sáenz": que comprende tres edificios localizados en Plaza Félix Sáenz, obra de los arquitectos Fernando Guerrero Strachan y Jerónimo Cuervo González. Los mismos fueron demolidos parcialmente entre los años 2005 y 2006, finalizando las obras de reedificación en el año 2011.[5]
- También ha sido catalogada como fachadismo la rehabilitación del antiguo edificio de ''La Metalúrgica'' en Vigo, proyectada en 1900 por José Barreras Massó. En 2016, el interior de la antigua fábrica fue derribado para construir la sede de la Tesorería de la Seguridad Social.[6][7]